# St. Bartholomäus (Kirchensur)

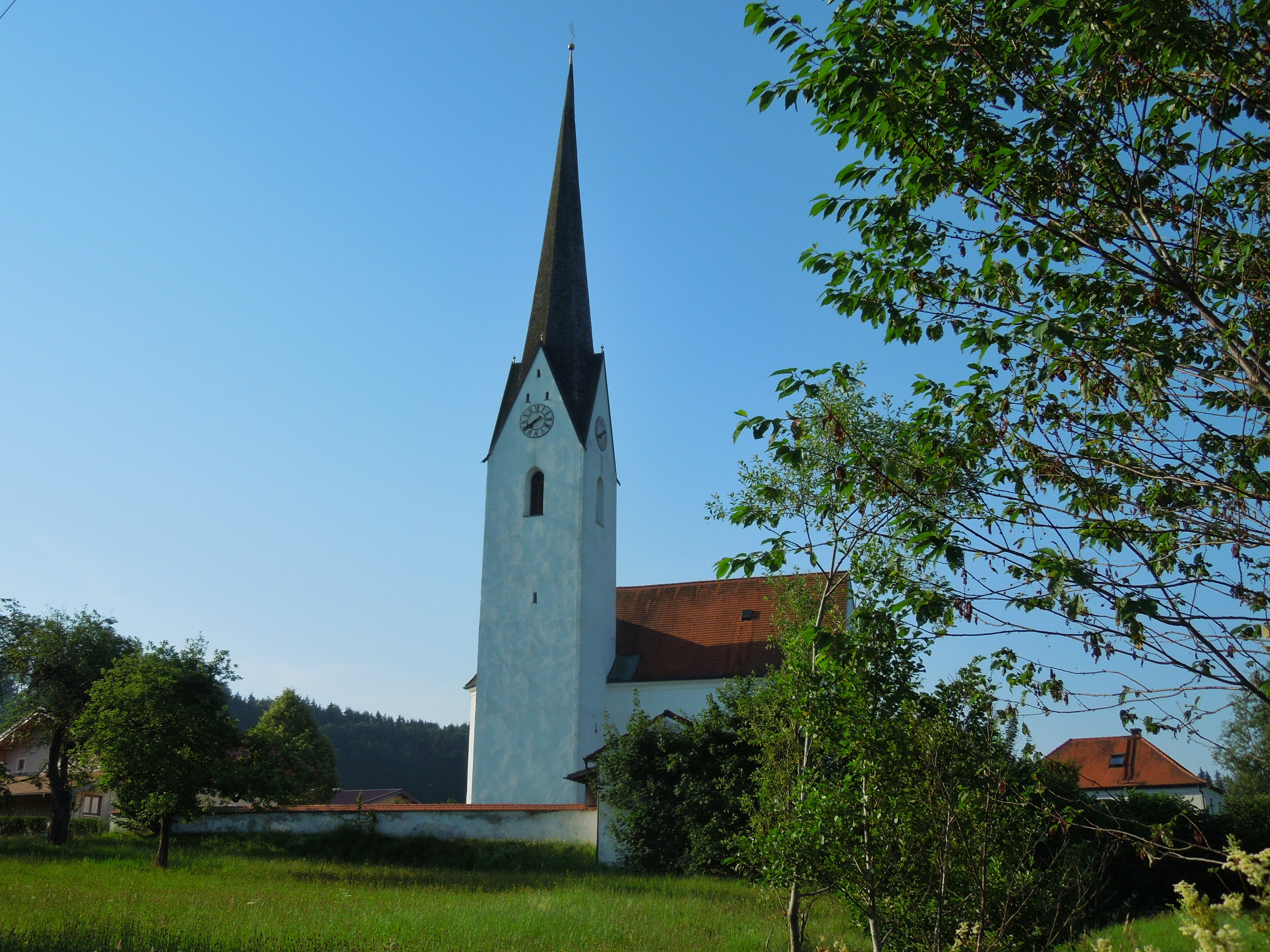
St. Bartholomäus in Kirchensur

Die römisch-katholische Filialkirche St. Bartholomäus steht in Kirchensur, einem Gemeindeteil von Amerang im oberbayerischen Landkreis Rosenheim. Das Bauwerk ist in der Liste der Baudenkmäler in Amerang als Baudenkmal unter der Nr. D-1-87-113-30 eingetragen. Die Kirche gehört zum Dekanat Rosenheim im Erzbistum München und Freising.

## Beschreibung
Die spätgotische Saalkirche wurde im 17. Jahrhundert und 1756 barock umgestaltet. Sie besteht aus dem Langhaus zu drei Jochen, dem eingezogenen, dreiseitig geschlossenen Chor im Osten, dem Chorflankenturm an der Nordwand, der Sakristei an der Südwand des Chors und einem Vorbau im Westen.
Der Innenraum des Langhauses ist mit einem Stichkappengewölbe überspannt. Die Schutzmantelmadonna auf der Deckenmalerei wurde stark übermalt. Der Hochaltar wurde um 1680 gebaut.